# Laminci Sređani
Laminci Sređani (cyr. Ламинци Сређани) – wieś w Bośni i Hercegowinie, w Republice Serbskiej, w gminie Gradiška. W 2013 roku liczyła 456 mieszkańców.